# Željko Čajkovski
Željko Čajkovski (Zagabria, 5 maggio 1925 – Monaco di Baviera, 11 novembre 2016) è stato un allenatore di calcio e calciatore jugoslavo.

## Palmarès

### Giocatore

#### Club
- Campionato jugoslavo: 2

Dinamo Zagabria: 1947-1948, 1953-1954
- Coppa di Jugoslavia: 1

Dinamo Zagabria: 1951

#### Nazionale
- Argento olimpico: 1

Londra 1948